# 丁厚卿

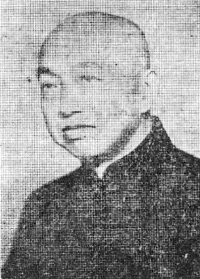
丁厚卿

丁厚卿（1887年—1970年5月3日），江苏无锡人 ，中国近代实业家。
丁厚卿出身养鱼世家，早年曾为上海面粉交易所第一号经纪人。1926年他在上海创立中国福新烟草公司，出任董事长兼总经理。福新烟厂后来成为著名烟厂，他也有上海“香烟大王”之称。此外，他还创办过泰丰堆栈、华新面粉厂（1943年）、无锡水泥厂（1944年）、天华面粉厂（1945年），并兼任上海光华银行总经理，新生纱厂、天平与宝隆保险公司、壬康钱庄董事长等职。1941年太平洋战争爆发后，他曾任汪精卫政权的全国商业统制总会理事、华中烟草统制委员会主任委员。抗日战争结束后他前往香港开设福新烟厂驻港办事处。1949年时，福新烟厂有上海、青岛、天津三家卷烟厂。1952年他移居巴西。后于1970年逝世，终年83岁。